# بادي موراي
بادي موراي (بالإنجليزية: Paddy Murray)‏ هو رئيس تحرير صحيفة أيرلندي، ولد في 5 أغسطس 1953.